# Rochester (Northumberland)
Rochester ist eine Kleinstadt im nördlichen Northumberland (England). Es liegt nordöstlich von Otterburn an der Straße von Corbridge nach Jedburgh. Die Stadt gehört zum Parlamentswahlkreis von Hexham.

## Geschichte
Rochester ist der Ort des ehemaligen römischen Forts Bremenium, das erbaut wurde, um die wichtige Römerstraße (heute Dere Street) zu schützen, die mitten durch die Ortschaft geht. Diese Straße verband Eboracum (York) mit dem Antoninuswall im heutigen Schottland. Eine militärische Einheit des römischen Heeres, die Cohors Primae Lingonum Equitata, die vornehmlich aus Lingonen bestand, war u. a. dort stationiert. Von ihr fand man einen Schrein mit einer Inschrift für die Gottheit Matunus.
Hier befindet sich mit den Three Kings, rund sechs Kilometer nordwestlich, ein Vier-Pfosten-Steinkreis (engl. Four-poster stone circle), von dem nur noch drei Steine stehen, der vierte ist umgefallen. Dieses Monument besteht aus vier Menhiren, die die Ecken eines Quadrats markieren. Der schwerste der Steine wiegt 2,5 t. Es handelt sich um eine Grabanlage, in ihrem Zentrum befand sich ein kleiner gemauerter Schacht für die Asche des Toten. Die Steinsetzung stammt aus der Bronzezeit und ist vergleichbar mit den Goatstones in der Nähe der Ravensheugh Crags, ebenfalls in Northumberland.

## Bildergalerie

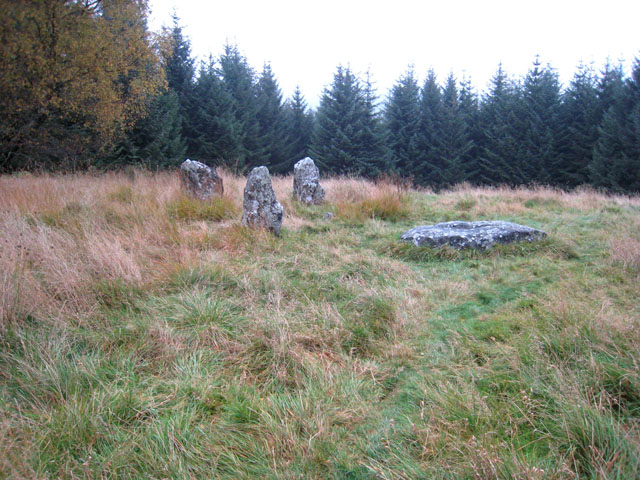
Die Three Kings
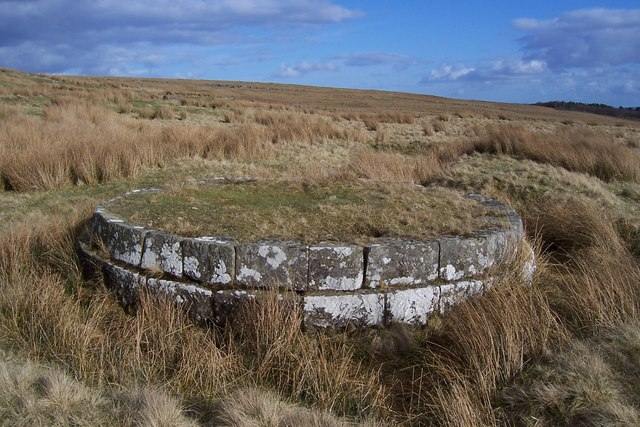
Römergrab an der Dere Street
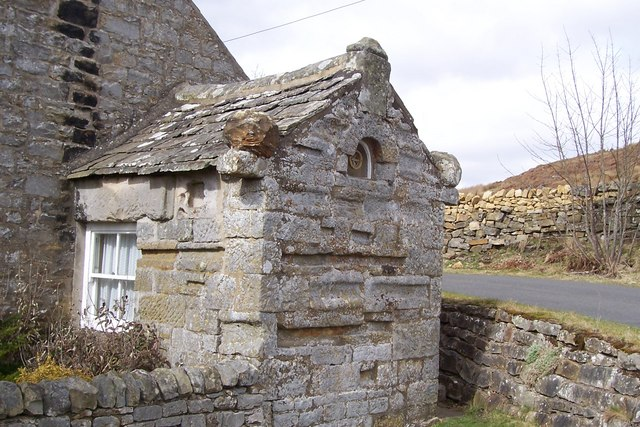
Schulanbau aus Römersteinen
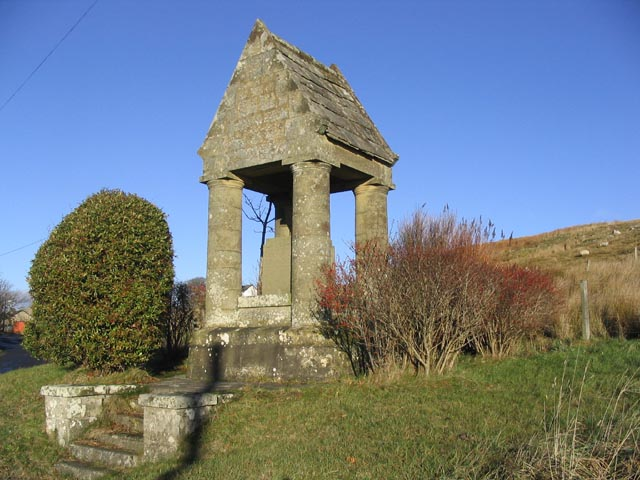
Kriegerdenkmal
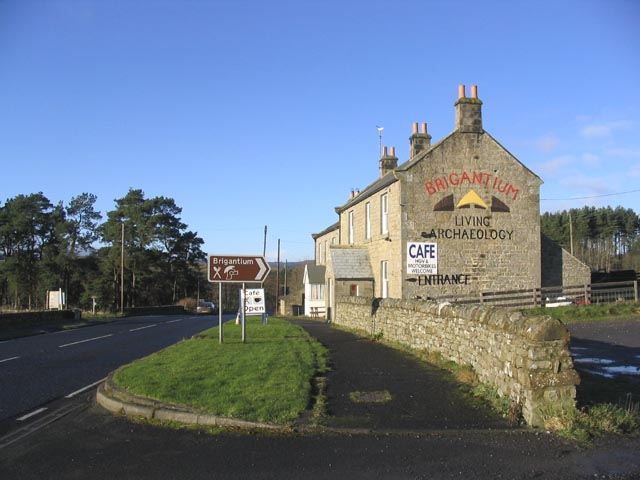
Souvenirladen
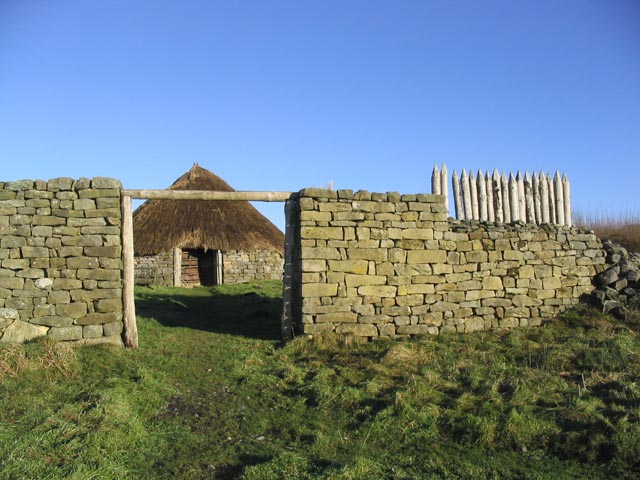
Rekonstruierter Bauernhof